# Nicolas René Berryer

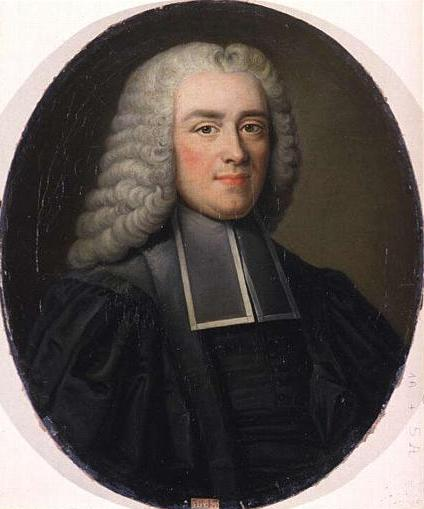
Nicolas René Berryer
(Gemälde von Jean François Delyen)

Nicolas René Berryer Comte de La Ferrière  (* 4. März 1703 in Paris; † 15. August 1762 in Versailles) war ein französischer Richter, Staatsbeamter und Politiker.

## Leben und Wirken

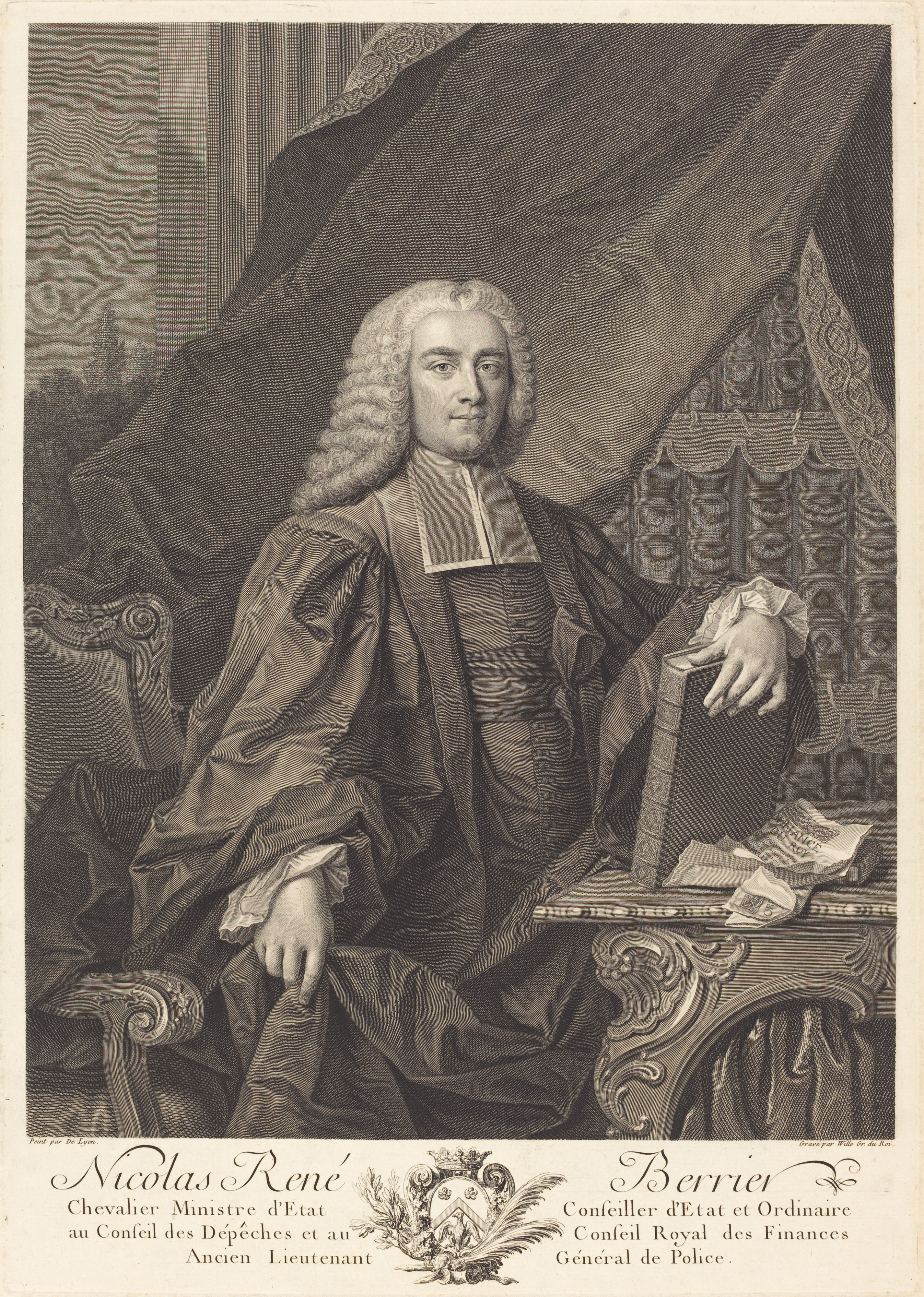
Nicolas René Berryer (Kupferstich)

Nicolas René Berryer war der Sohn von Nicolas Berryer (1660–1707), procureur général des Grand-Conseil und secrétaire des commandements de la reine Marie-Thérèse, und der Elisabeth Nicole Ursule d’Arnollet de Lochefontaine (1666–1739).
Nicolas René Berryer war vom Jahre 1728 an als allgemeiner Anwalt (Maître des requêtes) tätig und in der Folge als avocat général des Brevets. Ab dem Jahre 1731 war er Berater des Parlement de Paris, Conseiller à la Chambre des cinquième Enquêtes du Parlement de Paris. Im Jahre 1738 heiratete er Catherine Madeleine Jorts de Fribois (†  1802), eine reiche Erbin und Tochter eines Steuerpächters (fermiers généraux). Aus dieser Ehe ging eine Tochter hervor, die Marie-Elisabeth Berryer.
Im Jahre 1739 wurde er zum Maître des Requetes, einem hochrangigen Verwaltungsbeamten, von dem im Ancien Régime für das Justizsystem zuständigen Minister ernannt. Als Voraussetzung musste man zuvor sechs Jahre lang an einem höheren Gericht gedient haben. Er arbeitete in seiner Funktion eng mit dem Kanzler von Frankreich (chancelier de France) zusammen. Der Kanzler wurde auf Lebenszeit ernannt. Bei Krankheit oder Missgunst des Königs übernahm sein Stellvertreter, der Hüter der Siegel (Garde des sceaux de France), seine Arbeit. Berryer hatte die Funktion als Garde des sceaux de France vom 13. Oktober 1761 bis zum 15. September 1762 inne.
Unterstützt durch Madame de Pompadour, der Maitresse en titre von Ludwig XV., wurde er in die Funktion eines Ministers für die Polizei, lieutenant général de police,  bestellt. So war er Polizeichef vom Mai 1747 bis zum Oktober 1757. Er wurde mit der Einrichtung eines Schwarzen Kabinetts, cabinet noir beauftragt, einer Behörde zur Überwachung des Briefverkehrs und der Briefzensur. Diese Abteilung ermöglichte es ihm und seinen Mitarbeitern, das Post- und Briefgeheimnis zu umgehen und die Postsendungen zu kontrollieren.
Nach den posthumen Aussagen des französischen Publizisten Alexis de Tocqueville, sei Berryer:

« (…) un homme dur, hautain, grossier, avec beaucoup d’ignorance et encore plus de présomption et d’entêtement. »

„(…) ein harter, hochmütiger, grausamer Mann, mit viel Ignoranz und noch mehr Anmaßung und Eigensinn.“

Seine Brutalität brachte ihm den Hass der Pariser Bevölkerung ein. Zum Beispiel ließ er den französischen Schriftsteller, Philosoph und Aufklärer Denis Diderot am 24. Juli 1749 wegen seiner Schrift Lettre sur les aveugles à l’usage de ceux qui voient verhaften, in welcher Diderot seine materialistischen Positionen darlegte. Diderot wurde in die Festung Vincennes, château de Vincennes überstellt und blieb dort bis zum 3. November 1749 inhaftiert.
Am 1. November 1758, noch unter dem Schutz von Madame de Pompadour und mit der Unterstützung von Étienne-François de Choiseul und Louis-Charles-Auguste Fouquet de Belle-Isle, wurde Berryer zum Staatssekretär für die Marine, secrétaire d’État de la Marine, ernannt.
Am 13. Oktober 1761 ersetzt Ludwig XV. Berryer durch Étienne-François de Choiseul. Um Berryer aber weiter im Dienste des Königs zu halten, übergab er ihm die Aufgabe des Siegelbewahrers von Frankreich (garde des sceaux de France), eine Funktion, die er bis zum 15. September 1762 besetzte.

## Werke (Auswahl)
- Arrest du Conseil d’État du roi, qui évoque les contestations nées & à naître, concernant la construction des bat?imens dessinés à la manufacture royale de la porcelaine. 1754.